# Campanario de la iglesia de Santa Marina (Torrebaja)
El campanario de la iglesia de Santa Marina corresponde a la torre de la parroquial de Torrebaja, provincia de Valencia (Comunidad Valenciana, España).

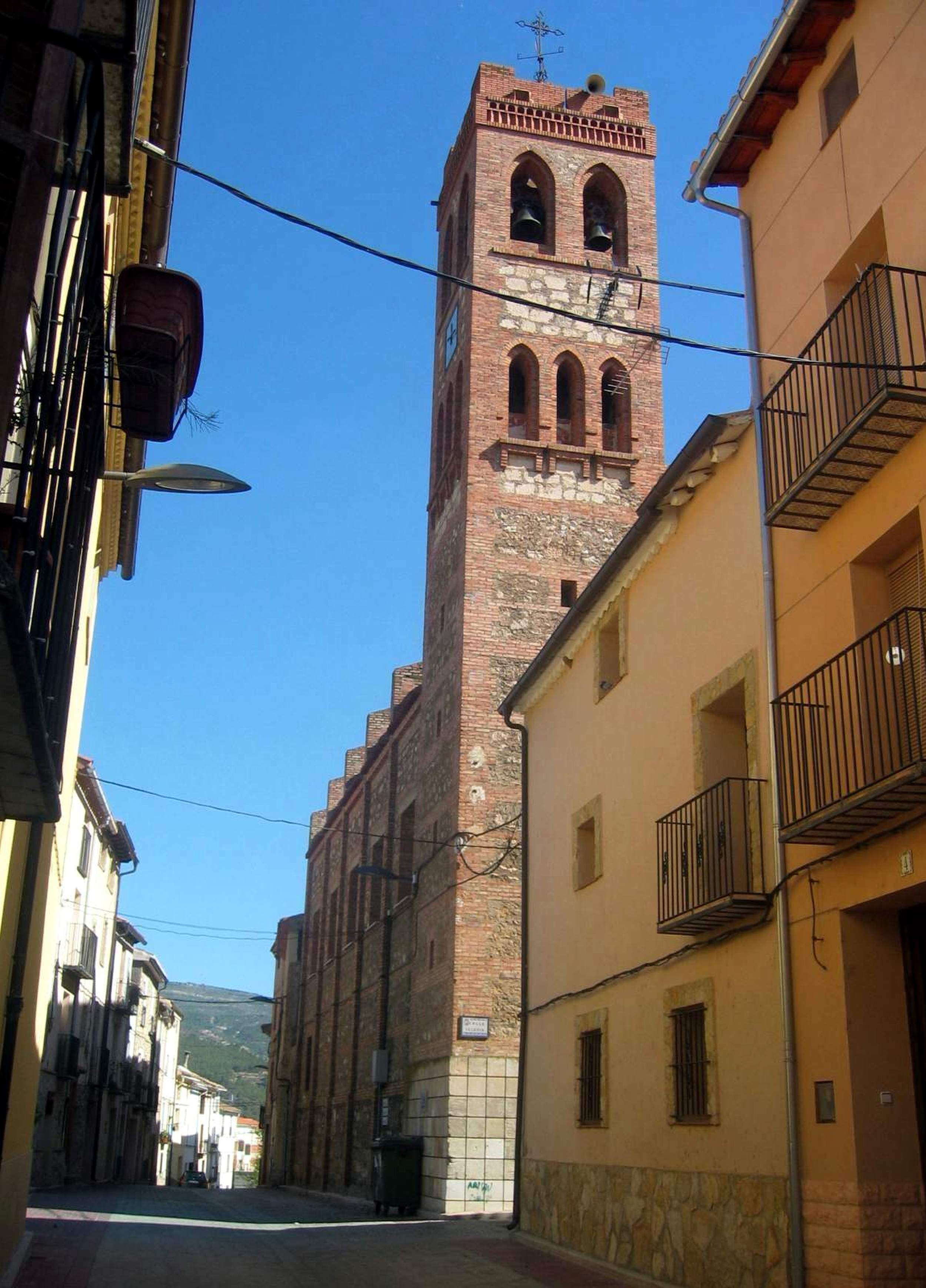
Iglesia parroquial de Torrebaja (Valencia), desde la calle Fuente, con detalle de la fachada septentrional de la torre-campanario (2012)

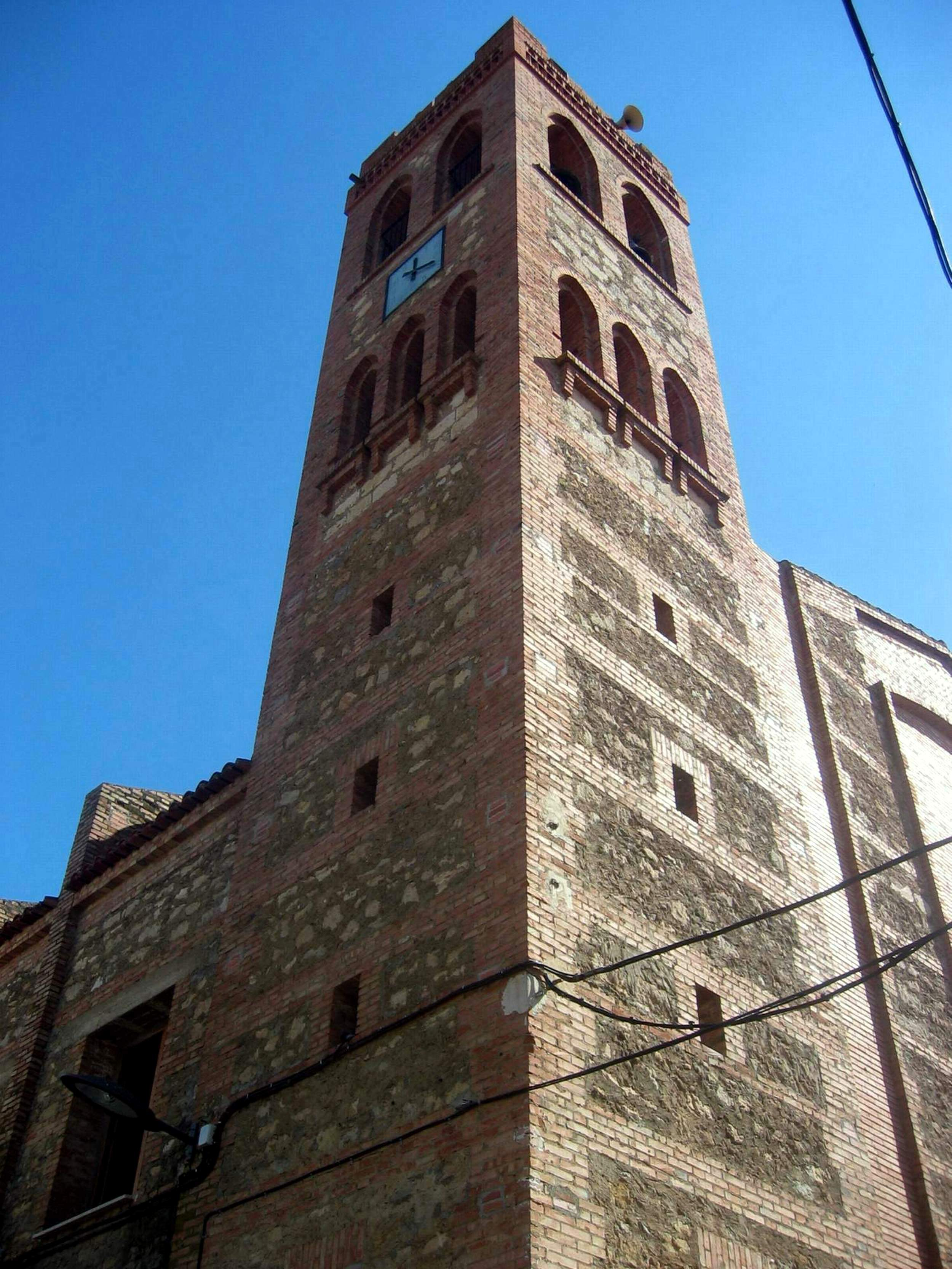
Vista general (nororiental) de la torre-campanario de la iglesia parroquial de Torrebaja (Valencia), 2012.

Construido a finales de los años cincuenta (1959), a instancias del párroco, don Pedro Manuel Miguel Benedicto (1892-1975). Tiene la condición de Bien de Relevancia Local.

## Precedentes históricos
El nuevo templo en honor de Santa Marina Virgen se construyó en sustitución del anterior del siglo XVII, que amenazaba ruina tras los sucesos bélicos acontecidos en la Guerra Civil (1936-1939). En 1953, los restos de la vieja iglesia todavía yacían amontonados en el solar.
La primera piedra de la iglesia parroquial de Torrebaja se puso el 20 de junio de 1954: al acto asistieron autoridades civiles y religiosas, entre las que cabe destacar al gobernador civil de Valencia Diego Salas Pombo y el obispo de Segorbe José Pont y Gol, siendo cura párroco don Antonio Martínez Gabalda y alcalde, don Alfredo Sánchez Esparza. Escribe el cronista:

«Tras la primera piedra las obras se sucedieron con rapidez, gracias a los desvelos de aquel hombre de Dios y alma buena que fue el párroco, y a la colaboración del vecindario, que aportó su trabajo y esfuerzo en forma de concejadas, a más de los generosos donativos de los feligreses y a la sustanciosa aportación económica del Estado, debido a que que el viejo templo tuvo que demolerse a causa de los efectos de la Guerra Civil (1936-1939). De esta forma vemos que para la Inmaculada del año siguiente (1955), la estructura del nuevo templo estaba prácticamente terminada y echadas fuera las aguas».
Desde el Rincón de Ademuz, Alfredo Sánchez Garzón

## Historia
Tras la marcha del párroco bajo cuyo curato se llevaron a cabo las obras de la iglesia, fue destinado a la localidad un nuevo cura [Pedro Manuel Miguel Benedicto (1892-1976)], que procedía de la arciprestal de Ademuz y era natural de Torrebaja. El nuevo sacerdote continuó las obras de la iglesia, con la particularidad de que en una póliza de seguros contra los accidentes de trabajo -de 9 de febrero de 1959- suscrita con la agencia «Unión Levantina», sucursal de Zaragoza, se especifica que cubriría los riesgos de los asalariados que fueran a emplearse en la fábrica de la iglesia, pero «sin llegar a hacer torres campanario»; otra cláusula excluía «el riesgo de explosiones de proyectiles y artefactos utilizados en guerra y no estallados».
El mismo cronista recoge el testimonio del maestro de obras, José Giménez Durbán, que levantó el campanario:

«[…] la torre-campanario se levantó con muchas miserias y trabajos, sin apenas medios económicos ni materiales. [...] subiendo desde las primeras ventanas hasta la veleta, sin regles ni planos. Don Pedro Manuel, el párroco, le decía que lo hiciera a su aire; aunque José -persona sensata, reflexiva y con gran imaginación- le presentó varios dibujos hechos por él mismo, pues planos de la torre no había. [El párroco] eligió los que mejor le parecieron y comenzaron las obras. Esto fue a mediados de 1959. [El maestro de obras] cobraba a razón de 75 pesetas diarias. Y su trabajo se distingue porque en la parte de obra que hizo no hay agujeros para los andamios como en el resto de la fábrica del templo, realizándose desde dentro, subiendo los materiales por medio de un ingenio mecánico fabricado por él».
Desde el Rincón de Ademuz, Alfredo Sánchez Garzón

Del tiempo de la terminación de las obras de la torre-campanario hay un cartel bajo las correas de las escaleras, escrito con lápiz sobre un revoco de yeso:

Torrebaja, 05-12-1959. Cura párroco don Pedro Manuel Miguel Benedicto./ Director de la obras, José Giménez Durbán./ 1º oficial: Arturo Fandos Lagunas/ y José Gracia Bertolín./ Peones: Tomás Díaz Asensio/ y Manuel Villalba Gavalda./ Durante el poder del General Franco/ se realizaron los trabajos sin el menor/ percance gracias a las buenas prácticas/ de la construcción./ Siendo alcalde de Torre-Baja don Avelino Esparza;/ secretario, don Octavio Valentín/ y Jefe Local de la Hermandad/ don Armando León Valero.

Concluida la obra se subieron las campanas en una noche, con ocasión de la subida tuvo lugar un incidente entre el Ayuntamiento y el comandante del puesto de la Guardia Civil, ya que ambas entidades pujaron en este empeño. Sucedió que la operación estaba prevista para cierto día, pero la tarde noche del día anterior los guardias civiles se presentaron al pie de la torre en traje de faena y las subieron. Según el testimonio del maestro obras:

«Y una vez puestas, sin poder ni querer evitarlo, se pusieron a bandear con gran algarabía, de forma que todo el pueblo se enteró que las campanas ya estaban colocadas, corriéndose la voz de quiénes las había subido. El enfado de los Señores del Ayuntamiento fue morrocotudo y hubo sus más y sus menos entre la autoridad civil y militar...».
Desde el Rincón de Ademuz, Alfredo Sánchez Garzón

Según la Guía de la Iglesia (1963), el templo «Posee torre con tres campanas y reloj en la misma. No hay reloj de sol».
El reloj de pesas -la maquinaria se halla inmediatamente por debajo del piso de campanas y la esfera en la fachada de levante-, fue donado por un médico que ejerció en la localidad en los años setenta (1975). Posee una chapa cuya inscripción dice:

DR. D. IBRAHIM AHMAD ABDALLAH/ Y SEÑORA./TORRE-BAJA, 15 DE FEBRERO 1975

Actualmente, el toque del reloj y las campanas están automatizados.
En conjunto, se trata de una airosa torre basada en ladrillo y cantería sin revestir, con zócalo de piedra caliza (procedente del barrio de las Minas de Libros (Teruel)). Situada a los pies del templo, lado del evangelio, posee tres cuerpos, con cuatro ventanucos cuadrangulares en las fachadas oriental y septentrional, tres huecos apuntados en el piso superior y dos más en el de campanas, y una terraza coronada por veleta de forja.
Poseyó una cruz en la parte alta que podía iluminarse, hoy desaparecida.

## Campanas de la iglesia de Santa Marina
El piso de campanas, situado inmediatamente por debajo de la terraza, posee dos campanas:

### Santa Marina
- Yugo: metálico.
- Diámetro de boca: 69 cm.
- Peso: 190 kilos.
- Epigrafía: «Se fundió en Sigüenza/ por los Colinas/ siendo párroco D. Luis/ Tortajada. Alcalde/ D. Emilio Gómez y Secre-/tario Fco. Valero/ Año 1914».[5]-[9]
- Año: 1914.

### Santiago Apóstol
- Yugo: metálico.
- Diámetro de boca: 54 cm.
- Peso: 91 kg.
- Año: 1954.

Ambas campanas procedían del viejo templo (siglo XVII). La pequeña (Santiago Apóstol) estaba rota, razón por la que tuvo que ser refundida de nuevo (1954). La operación se llevó a cabo en Valencia -en la Fundición de Salvador Manclús-: el vaciado costó 2.596 pesetas, el transporte desde la capital 100 pesetas y la reforma del yugo 360 pesetas.

## Galería

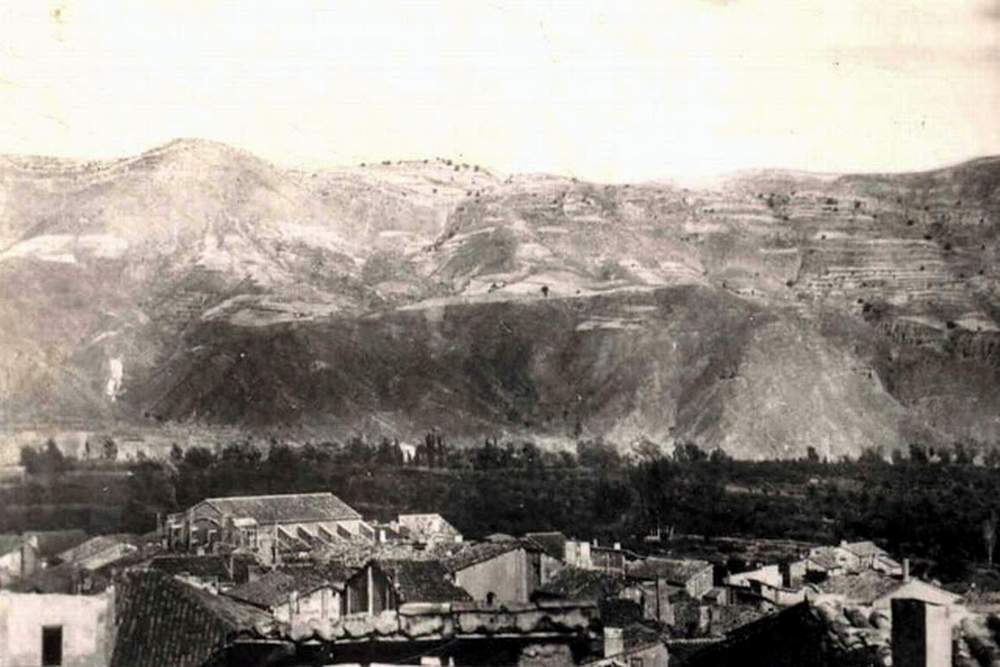
Vista parcial de Torrebaja (Valencia), desde la Ermita de San Roque, con detalle de la iglesia parroquial -antes de la erección de la torre-campanario (ca.1958-59).
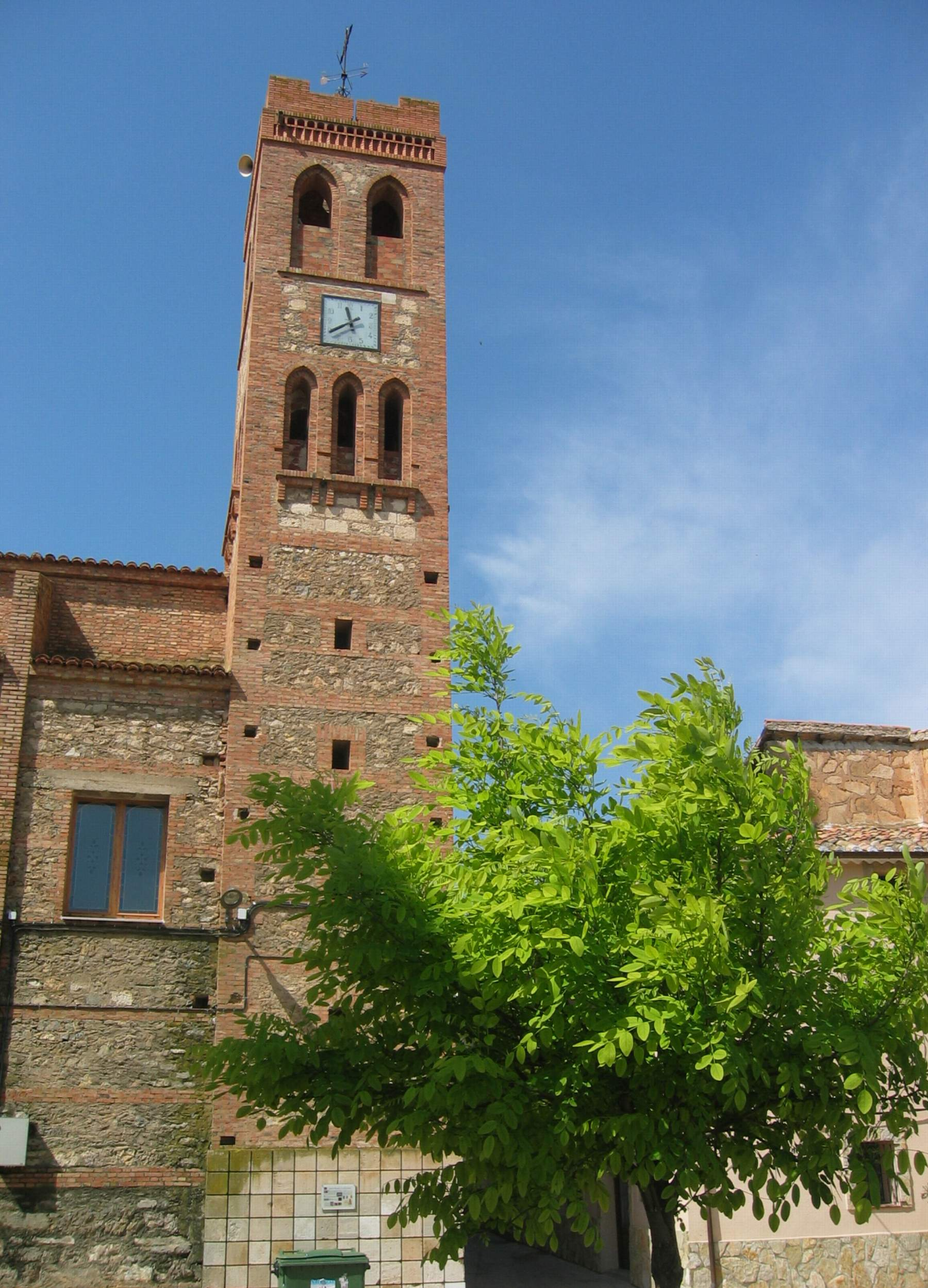
Vista parcial de la iglesia parroquial de Torrebaja (Valencia), con detalle de la torre-campanario (2008).
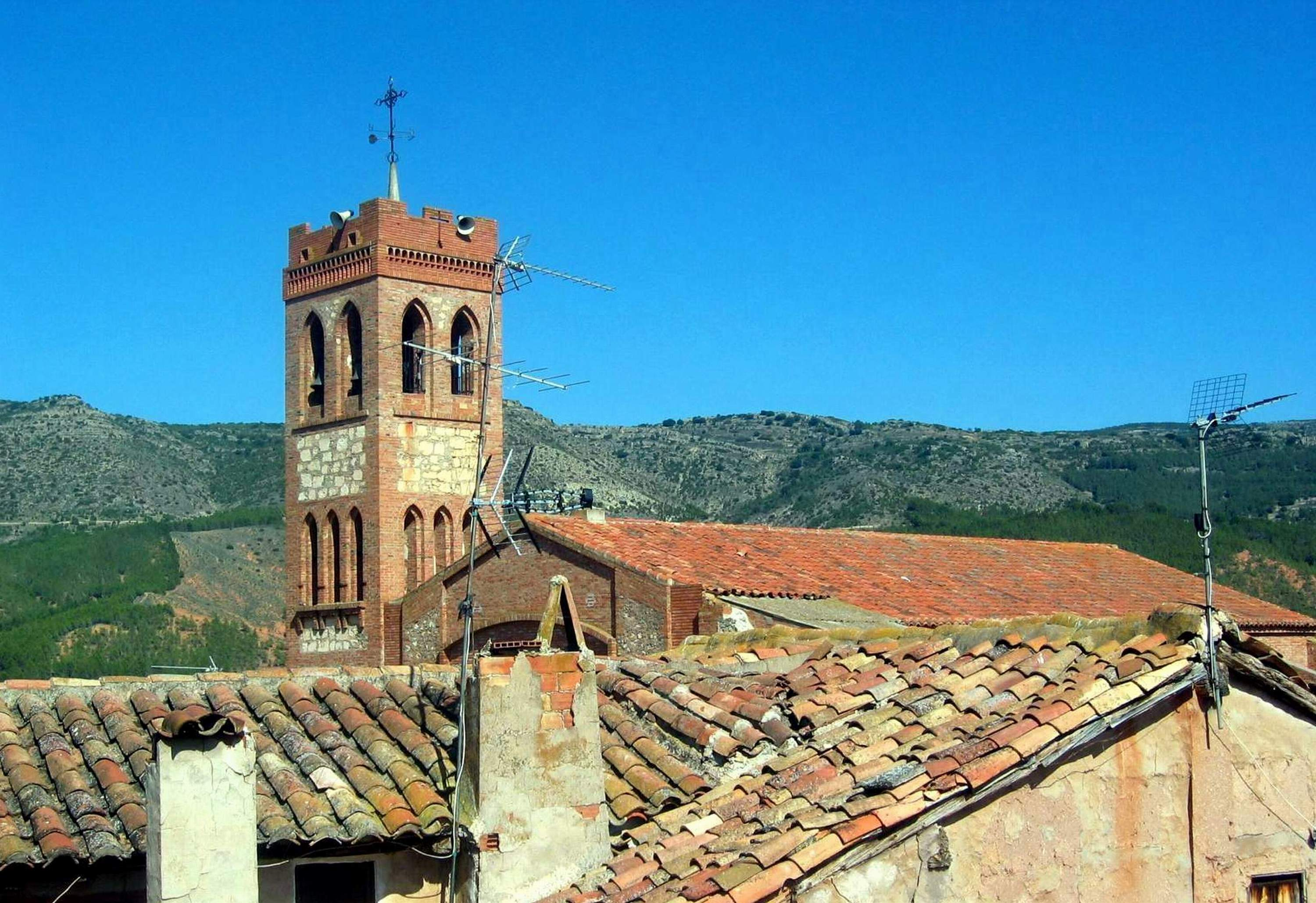
Paisaje urbano de Torrebaja (Valencia), con detalle de los últimos cuerpos de la torre-campanario (2012).
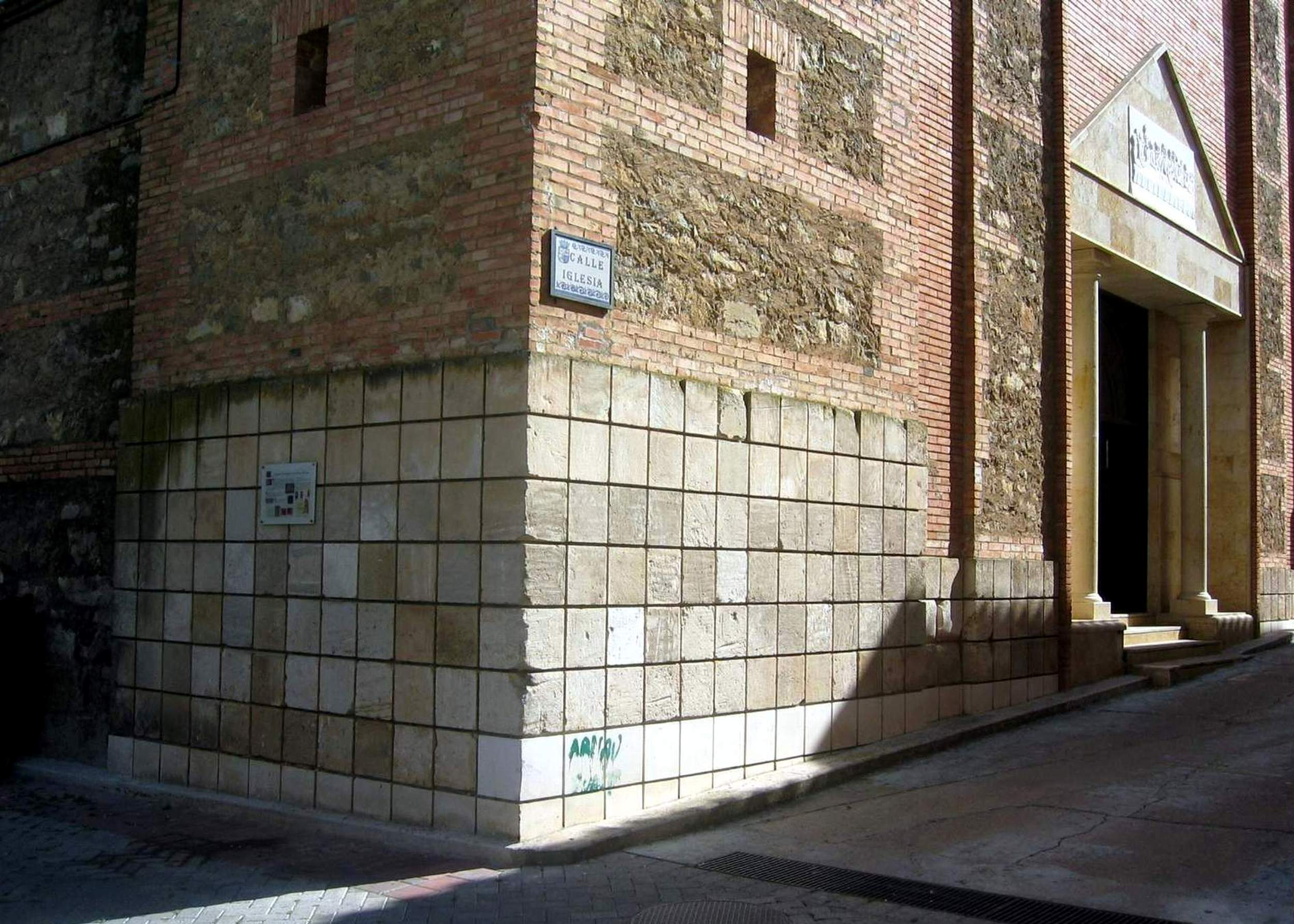
Detalle del zócalo de piedra caliza de la torre-campanario de la iglesia parroquial de Torrebaja (Valencia), 2012.
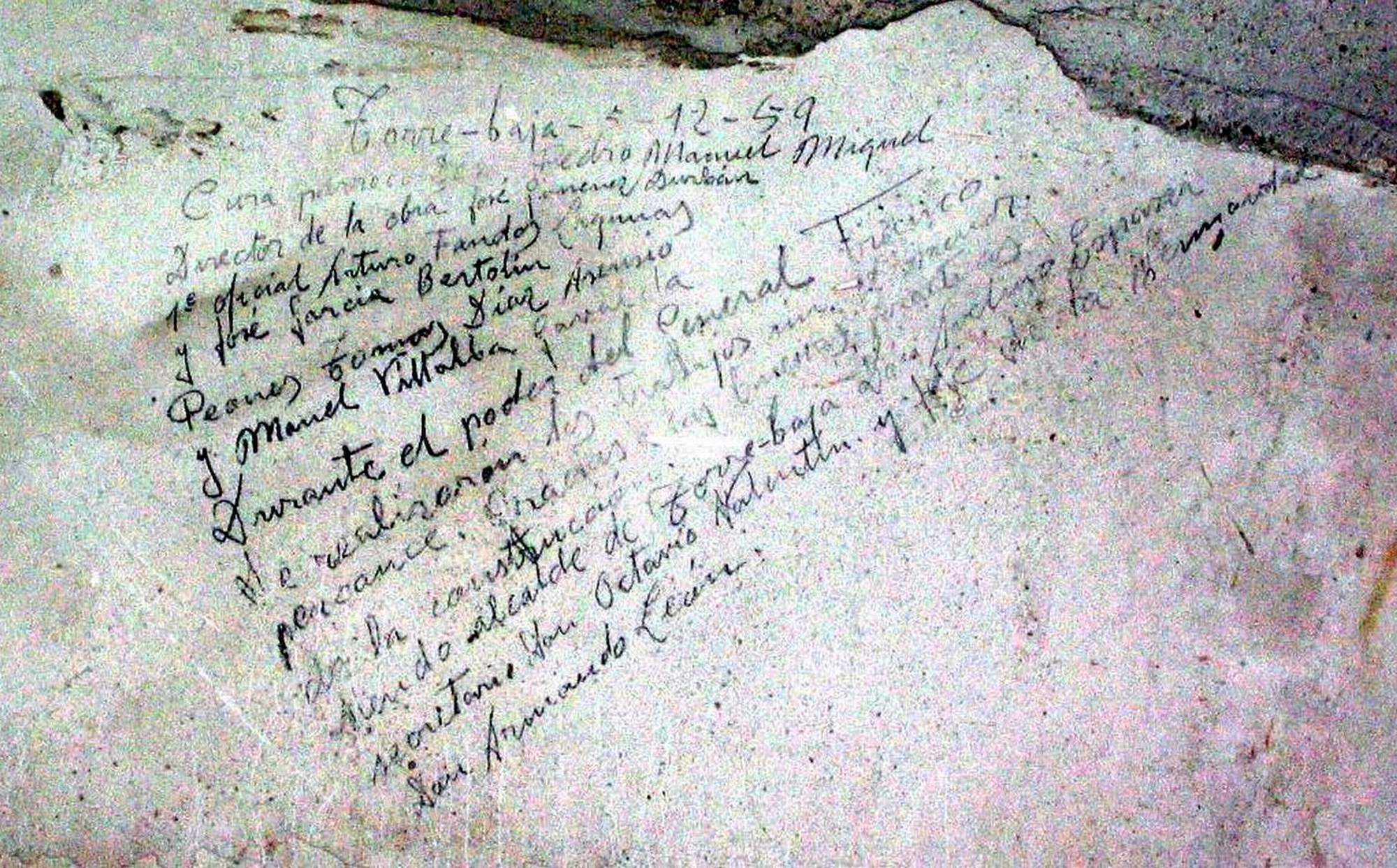
Detalle de inscripción a lápiz sobre revoco de yeso en la torre-campanario de Torrebaja (Valencia), relativa a la construcción (2012).
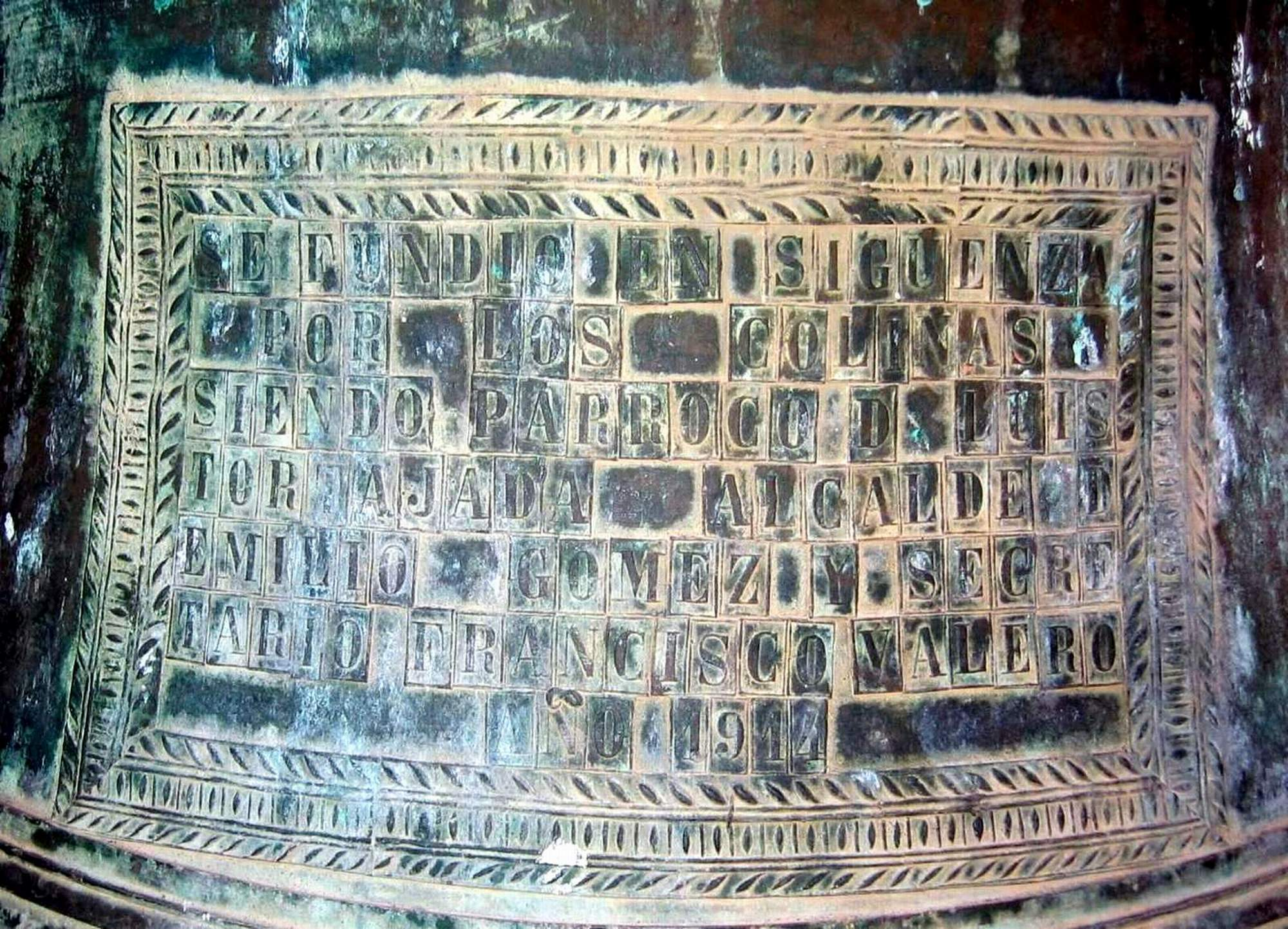
Detalle de epigrafía en la campana "Santa Marina" de la torre-campanario de la parroquial de Torrebaja (Valencia), 2012.
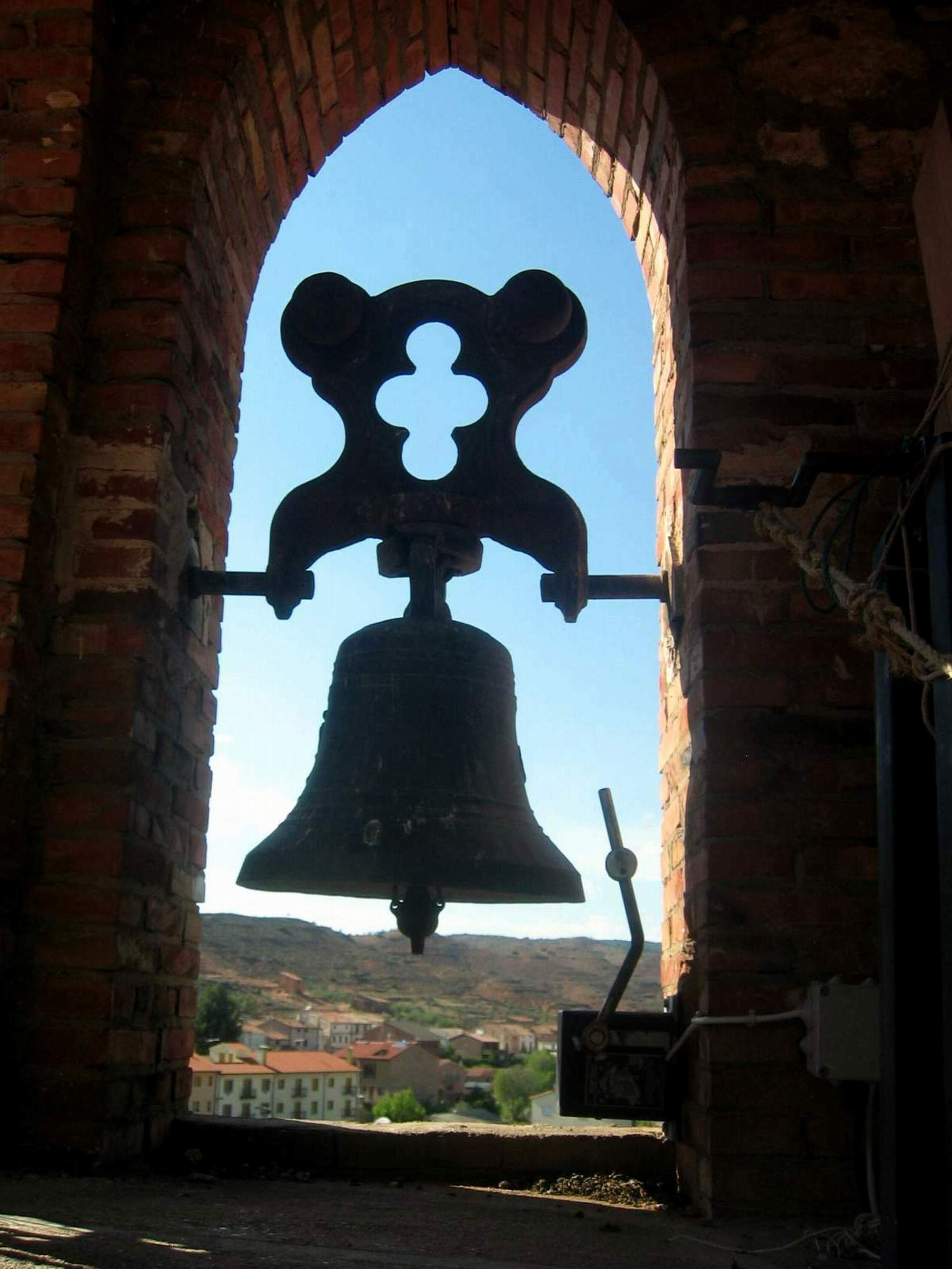
Silueta de la campana "Santiago Apóstol" en el torre-campanario de la parroquial de Torrebaja (Valencia), vaciada en 1954 (2012).
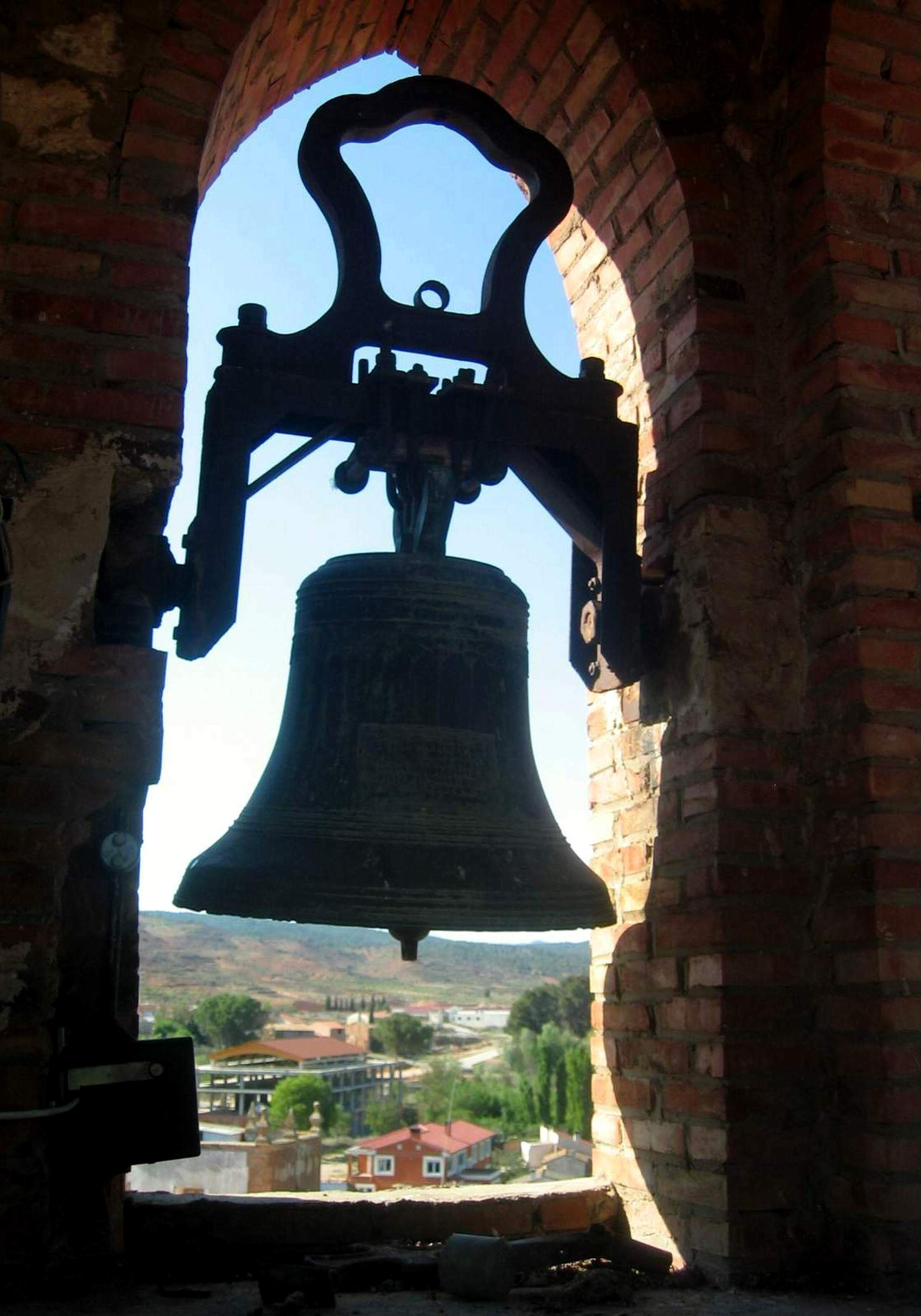
Silueta de la campana "Santa Marina" en el torre-campanario de la parroquial de Torrebaja (Valencia), vaciada en 1914 (2012).